# Снусмумрик
Снусмумрик (швед. Snusmumriken, фин. Nuuskamuikkunen) — персонаж книг о Муми-троллях финской писательницы Туве Янссон.

## Снусмумрик в произведениях Янссон
Снусмумрик — знаменитый путешественник-одиночка и лучший друг Муми-тролля. Янссон изображает Снусмумрика с круглым лицом и большими глазами, одетого в зелёный дождевик и широкополую зелёную шляпу с пером.
Впервые он появляется в повести «Муми-Тролль и комета»: Муми-тролль и Снифф познакомились со Снусмумриком во время путешествия на плоту в Одинокие Горы. В повести «Мемуары Муми-Папы» раскрывается происхождение Снусмумрика: это сын Мюмлы-мамы и Юксаре, сводный пятиюродный брат Мюмлы и Малышки Мю.
Как и его отец, Снусмумрик немногословен, невозмутим и во время путешествий почти невидим, так как не производит шума и теряется на фоне окружающей местности. В то же время, он способен на невероятные поступки: например, напугать сторожа в парке (единственные существа, которых он ненавидит). Снусмумрик приходит в бешенство, видя запрещающие таблички наподобие «По газонам не ходить». Опытный путешественник, знающий множество секретов бродяжничества и переживший много опасных приключений: он даже сидел в тюрьме за кражу арбуза, но сбежал, прорыв подземный ход. В отличие от Сниффа, Снусмумрик презирает собственность, ограничиваясь в своих походах самым необходимым: среди его вещей — только трубка, губная гармоника «Гармония-2» («Harmonion två»), рюкзак, палатка, зелёный дождевик, старая шляпа, старые штаны.
Взрослея от книги к книге, Снусмумрик все больше замыкается в себе, уходит от общения, становится угрюмым и неразговорчивым (в частности, в книге «В конце ноября» и в рассказе «Весенняя песня»). В то же время, он регулярно возвращается в Муми-дол, где рассчитывает привести свой внутренний мир в порядок и обрести спокойствие.

## Снусмумрик на других языках мира

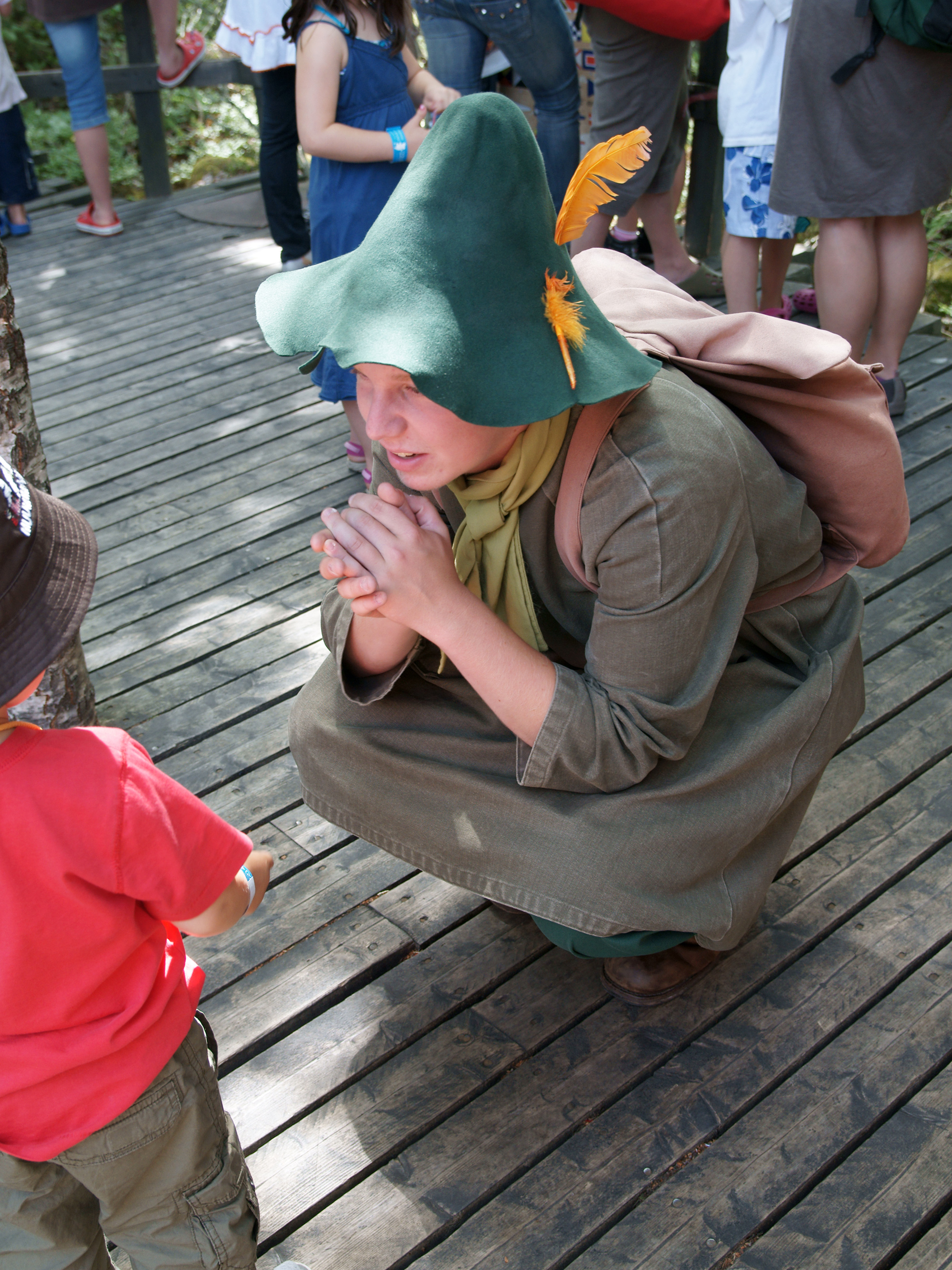
Снусмумрик в Стране муми-троллей, Наантали, Финляндия.

Английский — Snufkin
Латышский — Susuriņš
Немецкий — Schnupferich или Snufkin
Норвежский — Snusmumriken
Польский — Włóczykij
Украинский — Нюхмумрик или Мумрик-Нюхайлик
Финский — Nuuskamuikkunen
Шведский — Snusmumriken
Эстонский — Nuuskmõmmik
Боснийский — босн. Svire

## О персонаже
Марк Липовецкий, а вслед за ним Владимир Крячко и Иван Цветков относят Снусмумрика к «чистым трикстерам». Агнета Рехал Йоханссон отмечает контраст между спокойной жизнью семейства мумми-троллей и «свободной бродячей жизнью Снусмумрика с её величественным одиночеством и цельностью творческой натуры»; она же отмечает, что речь Снусмумрика эмоционально окрашена: «Снусмумрик часто говорит с наигранным весельем, иногда поэтически приукрашенным и т. д.». Рассматривая бездомность как особый концепт в философии культуры, Марина Михайлова называет Снусмумрика «мастером бездомности», при этом отмечая, что он «при всей своей любви к странствиям всегда возвращался на лето в Муми-Дален»; М. Михайлова считает это косвенной отсылкой и иллюстрацией Экклезиаста.

## Прототип
Прототипом этого персонажа является финский журналист и политик Атос Казимир Виртанен (1906—1979), друг и несостоявшийся муж Туве Янссон (некоторое время они были помолвлены, но позже помолвка была разорвана). Зелёная шляпа Снусмумрика была аналогична той, что носил Виртанен, благодаря чему прототип нарисованного Снусмумрика легко угадывался близкими знакомыми Виртанена.
Снусмумрик — символ абсолютной свободы, человек, достигший полного спокойствия и порвавший с материальным миром. Сама Янссон в нескольких интервью подчеркивала, что «быть свободным и находиться там, где хочешь, — великое счастье».

## Снусмумрик в книгах Туве Янссон
- «Муми-тролль и комета»
- «Шляпа волшебника»
- «Мемуары Муми-папы»
- «Опасное лето»
- Сборник рассказов «Дитя-невидимка»
- «В конце ноября»

Снусмумрик не присутствует в книгах «Маленькие тролли и большое наводнение», «Волшебная зима» и «Муми-папа и море», хотя в последних двух упоминается другими персонажами.

## В других медиа
В 2024 году вышла компьютерная игра Snufkin: Melody of Moominvalley, в которой предлагается играть за Снусмумрика. 